# よど号ハイジャック事件
よど号ハイジャック事件（よどごうハイジャックじけん）は、1970年（昭和45年）3月31日に、共産主義者同盟赤軍派のよど号グループが起こした日本初のハイジャック事件である。

## 概要
1970年3月31日、JA8315号機（愛称「よど号」）は日本航空351便（羽田空港発板付空港行きの定期旅客便）として普段どおり運航されていたが、赤軍派を名乗る9人（以下、犯人グループ）によってハイジャックされた。犯人グループは北朝鮮（朝鮮民主主義人民共和国）へ亡命する意思を示し、同国に向かうよう要求した。よど号は福岡空港と韓国の金浦国際空港での2回の着陸を経たあと、4月3日に北朝鮮の美林飛行場に到着。犯人グループはそのまま亡命した。
運航乗務員を除く乗員と乗客は福岡とソウルで順次解放されたものの、山村新治郎運輸政務次官が人質の身代わりに搭乗し、運航乗務員とともに北朝鮮まで同行したあと帰国した。
このとき、日韓間で政治協力が図られ、事件への見返りとして日本の地下鉄技術を韓国に引き渡す形で、ソウル中心部への地下鉄建設と、近郊路線の電化、国鉄と地下鉄の相互乗り入れが行われることとなった。

## 事件の背景
かねて赤軍派は、国内での非合法闘争の継続には後方基地（国外亡命基地）としての海外のベースが必要であると考え（国際根拠地論）、海外にメンバーを送り込む計画を立てていた。
ところが、1970年（昭和45年）3月15日に赤軍派議長の塩見孝也が逮捕される。逮捕された際、塩見は「H・J（Hi Jackの意）」と書かれたハイジャック計画に関するメモを所持していたが、当時の公安警察はメモの「H・J」がハイジャックを意味するものだとは気づかなかった。
身辺に捜査が及ぶことを恐れた田宮高麿をリーダーとする実行予定グループは、急遽3月27日に計画を実行に移すことを決定。しかし飛行機に乗り慣れていなかった犯人グループの一部が遅刻したために計画を変更。実行は4日後の3月31日に延期された。

## ハイジャック機に関する情報
ハイジャックされた351便「よど号（淀号）」（ボーイング727-89、機体番号：JA8315、製造番号：19139/255）は、1965年（昭和40年）日本国内航空が導入し、日本航空に路線ごとリースされていた。

### 乗務員
運行乗務員として機長石田真二（いしだ しんじ）、副操縦士江崎悌一（えざき ていいち、江崎悌三の長男）、航空機関士相原利夫（あいはら としお）の3人が乗務していた。客室乗務員として4人が乗務していた。

## 事件の経過

### 事件当日のJAL351便
- 乗客：122人（うちアメリカ人2人。テロリスト9人を除く）
- フライトプラン：羽田空港発板付空港（現・福岡空港）行

### ハイジャック実行
1970年（昭和45年）3月31日、7時33分、羽田空港発板付空港（現・福岡空港）行きの日本航空351便が、富士山上空を飛行中に日本刀や拳銃、爆弾など武器とみられるものを持った犯人グループによりハイジャックされた。犯人グループは男性客を窓側に移動させたうえで、持ち込んだロープにより拘束し、一部は操縦室に侵入して相原航空機関士を拘束、石田機長と江崎副操縦士に平壌に向かうよう指示した。

### 板付空港へ
この要求に対し江崎副操縦士は「運航しているのは福岡行きの国内便であり、北朝鮮に直接向かうには燃料が不足している」と犯人グループに説き、給油の名目で8時59分に当初の目的地である板付空港に着陸した。なお実際は予備燃料が搭載されていたため、平壌まで無着陸で飛行することが燃料の観点からは可能であった。
福岡県警は国外逃亡を阻止すべく機体を板付空港にとどめることに注力し、給油を遅らせたり自衛隊の戦闘機が故障を装い滑走路を塞ぐなどの妨害工作を行うが、かえって犯人グループを刺激する結果になった。焦った犯人グループは離陸を急かしたが、機長の説得によって戦闘機をどかせることを条件に人質の一部を解放することに同意。13時35分に女性・子供・病人・高齢者を含む人質23人が機を降りた。

### 「北朝鮮」へ
同日13時59分、よど号は北朝鮮に向かうべく板付空港を離陸。機長が福岡で受け取った地図は中学生用の地図帳のコピーのみで、航路の線も引かれていない大変に粗末なものだった。ただ、この地図の隅には「121.5MCを傍受せよ」（MCとはメガサイクルの略。現在のメガヘルツと同じ。民間航空緊急用周波数）と書かれており、機長と副操縦士はこれに従って飛行した。
よど号は朝鮮半島の東側を北上しながら飛行を続け、14時40分、進路を西に変更した。この前後、突如よど号の右隣に国籍を隠した戦闘機が現れる。戦闘機の操縦士は機長に向かって親指を下げ、降下（または着陸体勢）に入るようにとの指示を行うと飛び去った（国籍を隠しておらず、韓国空軍章を表示したままの戦闘機が現れたという説もある）。
よど号は北緯38度線付近を飛んでいた。実際にはよど号は北緯38度線を越えていたのだが、休戦ラインは完全に北緯38度線に沿っていないため、まだ韓国領の中にいた。のちに誤情報と判明するが、この際に北朝鮮側から機体に対し対空砲火が行われたとの情報が飛び交った。北朝鮮に入ったと考えた副操縦士は、指示された周波数に対して英語で「こちらJAL351便」と何度も呼びかけたが、なかなか応答が返ってこなかった。
その後、同機に対し「こちら平壌進入管制」という無線が入る。無線管制は、周波数を121.5MCから134.1MCに切り替えるよう指示してきた。これは、「理由のいかんを問わず、よど号を金浦に着陸させろ」との朴正煕直々の命令を受けていた韓国空軍の管制官が、北朝鮮の航空管制を装ったものであった。機長の石田は周波数が資本主義圏で使用するものであったことから無線は平壌からでないことを悟り、副機長の江崎もソウルから平壌に無線が切り替わったはずなのに管制官の声が酷似するなど不自然な点が多くソウルに誘導されていると感じていたが、そのまま管制の指示に従って徐々に進路を南に変更した。犯人グループは、亡命希望先の北朝鮮の公用語である朝鮮語はおろか英語もほとんど理解できなかったため、これらのやりとりに対して疑問を呈することはなかった。

### ソウルへ着陸

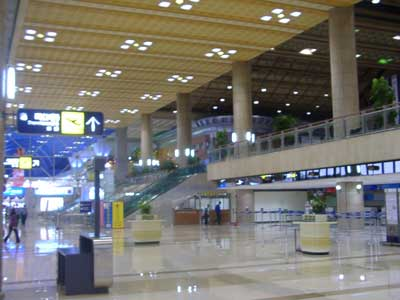
金浦国際空港

金浦国際空港では、よど号が到着するまで8時間弱の間に平壌国際空港に偽装する工作が韓国中央情報部（KCIA）によってなされていた。KCIAは急遽北朝鮮国旗を用意し、駐機中の韓国や欧米の飛行機は離陸させられ、韓国企業のマークが入った車両は黄色くペンキで塗りつぶされた。
15時16分、同機は管制の誘導のもと「金浦国際空港」に着陸する。韓国兵は朝鮮人民軍兵士の服装をして、「平壌到着歓迎」のプラカードを掲げるなど、犯人グループの目を欺き韓国内で事件を解決させようと企図された。
しかし犯人グループの一人が金浦国際空港内にノースウエスト航空機などが駐機しているのを発見し異常に気づく（この点については、「航空燃料タンクの商標」「シェル石油のロゴのついた給油トラック」「犯人グループが持っていたラジオをつけたらジャズやロックが流れた」「ジープに乗ったネグロイドの兵士がいる」「フォードの車が動いている」「北朝鮮の職員に偽装した韓国の警官が、『日本の大使が待っています』と発言した」など、諸説ある）。
さらに犯人グループは機体に近づいてきた男性に「ここはピョンヤン（平壌）か？」と尋ねた。男性は「ピョンヤンだ」と答えたが、犯人がさらに北朝鮮における五カ年計画について質問したため、答えに窮してしまう（「九カ年計画の三期目と答えた」との説もある。また、ほかの軍人に「ここはソウルか？」と尋ねたところ、事情を知らないその軍人は「ソウルだ」と答えた。こうした食い違いは、当事者の少なさやその当事者の後日談による部分が多いためだと考えられる）。
これを見た犯人は、畳みかけるように「キン・ニチセイ」（金日成）の「大きな」写真を持ってくるように要求したが、北朝鮮の敵国である韓国においてこの写真は当然用意することもできず、犯人グループは偽装工作を確信する（写真の件については諸説あり、用意できたという説もある）。

### 交渉
着陸したのが金浦国際空港であることが犯人にわかってしまったあと、韓国当局は犯人グループと交渉を開始。韓国に来てしまった犯人グループは即座に離陸させるように要求したものの、韓国当局は停止したエンジンを再始動するために必要となるスターター（補助始動機）の供与を拒否。この結果、よど号は離陸することができなくなり、事態は膠着する。管制塔から「一般客を下ろせば北朝鮮に行くことを許可する」との呼びかけも行われ、犯人グループは強硬な態度を保ったものの、食料などの差し入れには応じた。
また、31日の午後には日本航空のダグラスDC-8の特別機が、山村新治郎運輸政務次官ら日本政府関係者や日本航空社員を乗せて羽田空港を飛び立ち、4月1日未明にソウルに到着。韓国政府の丁来赫（チョン・ネヒョク）国防部長官や白善燁（ペク・ソニョプ）交通部長官、朴璟遠（パク・キョンウォン）内務部長官とともに犯人グループへの交渉にあたることになった。犯人グループは英語も韓国語も解さないため、日本統治時代に日本語で教育を受けた丁長官ら韓国当局は、犯人への呼びかけを日本語で行った。

### 膠着状態
このあと、よど号の副操縦士が犯人グループの隙を見て、機内にいる犯人の数と場所、武器などを書いた紙コップをコックピットの窓から落とし、犯人のおおよその配置が判明した。韓国当局はこの情報をもとに特殊部隊による突入を行うことも検討するが、乗客の安全に不安を感じた日本政府の強い要望で断念する。
日本政府は、ソビエト連邦や国際赤十字社を通じて、よど号が人質とともに北朝鮮に向かった際の保護を北朝鮮政府に要請した。これに対して北朝鮮当局は「人道主義に基づき、もし機体が北朝鮮国内に飛来した場合、乗員および乗客はただちに送り返す」と発表し、朝鮮赤十字会も同様の見解を示した。しかし、韓国にとって、前年に発生した大韓航空機YS-11ハイジャック事件の乗員乗客がこの時点で解放されていなかったこともあり、よど号をその二の舞として人質の解放がなされないままに北朝鮮に向わせることは、絶対に避けなければならないことであった。
日本政府はさらに、犯人グループが乗客を解放した場合には、北朝鮮行きを認めるように韓国側に強く申し入れ、韓国側は最終的にこれを受け入れた。なお、よど号には日本人以外の外国籍の乗客としてアメリカ人も2人搭乗しており、北朝鮮に渡った場合、「敵国人」であるアメリカ人が日本人に比べて過酷な扱いを受ける懸念があったため、アメリカ合衆国連邦政府が善処を求めている。

### 乗客解放
1日午後には橋本登美三郎運輸大臣もソウルへ向かい、金山政英駐韓特命全権大使らとともに韓国当局との調整にあたった。数日間の交渉を経た4月3日に、山村新治郎運輸政務次官が乗客の身代わりとして人質になることで犯人グループと合意。犯人グループの1人である田中義三と山村が入れ替わる形で乗り込む間に乗客を順次解放し、最終的に地上に降りていた田中と最後の乗客1人がタラップ上で入れ替わる形で解放が行われた。また、乗員のうち客室乗務員も機を降りることが許された。
解放された人質は、日本航空の特別機のダグラス DC-8-62（JA8040、飛騨号）で福岡空港に帰国したが、この際にアメリカ人乗客1人が日本に戻らず韓国にそのまま降りている。
なお犯人側から山村政務次官の身元について日本社会党の阿部助哉衆議院議員に証明を行ってほしい旨の依頼があり、成田知巳日本社会党委員長や沢田政治の同意のもと4月2日に阿部議員がソウルに渡り、「山村政務次官」が本人であることを証言した。このときの情勢について、佐藤栄作首相は「国民も各方面でいらいらし、韓国も嫌な北鮮ではあるが、暴力学生相手に約百名の乗客の生命を守るためには北上亦やむなしと云ふ気持ち。関係者はずい分苦労した様子」と日記に綴っている。

### 北朝鮮へ
4月3日の18時5分によど号は金浦国際空港を離陸、軍事境界線を越えて北朝鮮領空に入った。機長はこの時点でもなお、まともな地図を持たされておらず、北朝鮮領空に入ったあとも無線への応答や北朝鮮空軍機によるスクランブル発進もなかった。平壌国際空港を目指して飛行を続けたものの、夕闇が迫ってきたため、機長は戦時中に夜間特攻隊の教官をしていた経験を生かし、肉眼で確認できた小さな滑走路に向かい、19時21分に着陸した。この滑走路は平壌国際空港から南南東に約25 km離れた、平壌市寺洞区域にある美林飛行場だった。
対応した北朝鮮側は武装解除を求めたため、犯人グループは武器を置いて機外へ出た。なお、武装解除により機内に残された日本刀・拳銃・爆弾などは、すべておもちゃや模造品であったことがのちに判明した。よど号に乗っていた犯人グループ9人、乗員3人、人質の山村の計13人の身柄は北朝鮮当局によって確保された。
NHKが19時30分から21時30分まで放送した報道特別番組「よど号の乗客帰る」はビデオリサーチ・関東地区調べで43.0%の視聴率を記録した。

### 亡命受け入れ
よど号が到着したあと、北朝鮮側は態度を硬化させ、「乗員や機体の早期返還は保証できない」と表明。日本政府がなすべきことをせず、自分たちに問題を押しつけたとして非難した。また犯人グループと乗員、山村政務次官に対しては公開による尋問が行われ、長期間の抑留が想定される厳しい状況になった。ただし、乗員と山村に対して行われた尋問は形式だけのものであり、朝鮮料理の食事と個室が与えられたうえで（「休みたい」という本人たちの意思は無視されたものの）、映画鑑賞が用意されるなどのもてなしが提供された。
4月4日、北朝鮮は再度日本を非難をする一方で、「人道主義的観点から機体と乗員の返還を行う」と発表。同時に「飛行機を拉致してきた学生」に対し必要な調査と適切な措置をとるとして、犯人グループの亡命を受け入れる姿勢を示した。これを受け、日本政府は北朝鮮に対し謝意を示す談話を発表。佐藤首相の日記でも「一同おおよろこび。北朝鮮の厚意を感謝する」とある。

### 乗員らの帰国
翌日4月5日早朝、乗員たちは出発準備のために美林飛行場へ移動する。ところが、北朝鮮にはボーイング727に対応するスターター（補助始動機）がなかったため、一時は出発が危ぶまれた。日本航空はモスクワ経由でエンジンスターターを届けるべく手配を開始したが、最終的には圧縮空気ボンベを現地で調達し、車両用のバッテリーで機内のバッテリーに充電を行いエンジンが始動できた。
美林飛行場を離陸したよど号は、北朝鮮側から飛行経路を指示されそのエリアを通過後、日本国内上空からよど号を呼ぶ日航機を経由して無線で脱出を報告。直接羽田へ向かうことを連絡した機長、副操縦士、航空機関士、山村政務次官の4人を乗せて帰路に就き、美保上空を経由し羽田空港に到着。空港では大臣ら関係者が出迎え、彼らが無事に帰国したことにより事件は一応の収束を見た。
NHKが8時30分から12時20分まで放送した報道特別番組「帰ってきたよど号」はビデオリサーチ・関東地区調べで40.2%の視聴率を記録した。

## 赤軍派とハイジャックの目的
1969年（昭和44年）8月に結成された共産主義者同盟赤軍派は、前段階蜂起—世界革命戦争という前段階武装蜂起論を掲げる「戦争宣言」を発し、「大阪戦争」や「東京戦争」と称して交番や警察署への襲撃を繰り返した。
同年の11月5日には、当時の総理大臣官邸襲撃のための軍事訓練を目的に、山梨県塩山市（現・甲州市）の大菩薩峠に結集していたところを摘発され、政治局員数人を含む53人が逮捕された（大菩薩峠事件）。翌年の1970年（昭和45年）3月15日には赤軍派議長の塩見孝也も逮捕される。幹部が逮捕されて組織が弱体化した赤軍派は、1969年（昭和44年）12月から1970年（昭和45年）1月にかけ、「労働者国家に武装根拠地を建設して世界革命根拠地国家に転換させ、後進国における革命戦争と日米の革命戦争を結合して単一の世界革命戦争に推し進める」とする「国際根拠地論」を打ち出す。
これに基づいてアジアにおいては、日本の前段階蜂起 → 北朝鮮の左旋回化革命と革命根拠地化（金体制の変革） → 朝鮮半島の武力統一 → 日本全面武装蜂起と結合 → 毛沢東・林彪派の革命的変革—解体（毛体制の変革） → 中華人民共和国の世界革命根拠地化 → 北ベトナムと結合 → 南ベトナム解放民族戦線のサイゴン攻略 → 東南アジアへの革命戦争拡大という構想を提起した。
北朝鮮が選ばれたのは、北朝鮮の体制を支持していたからではなく、もっとも身近にある「日本帝国主義と敵対関係にある国」だったからにすぎず、赤軍派の意図によると、北朝鮮を赤軍派の軍事基地として変革（北朝鮮革命）するつもりだった。北朝鮮の左旋回と革命根拠地化、つまりは「北朝鮮の“赤軍化＝オルグ”」を目的に、北朝鮮派遣部隊（田宮グループ）が北朝鮮に渡ることになった。しかし、すでに逮捕状が出されており合法的な出国は不可能であったため、渡航手段として民間旅客機の乗っ取りが決まった。また、日本国内における北朝鮮の関係組織である朝鮮総聯と連絡を取っていたわけでもなかった。
なお犯人グループは出発時に「われわれは明日、羽田を発（た）たんとしている。われわれは如何なる闘争の前にも、これほどまでに自信と勇気と確信が内から湧き上がってきた事を知らない。……最後に確認しよう。われわれは明日のジョーである」〔ママ〕という声明文を残している。
「明日のジョー」（正しいタイトルは『あしたのジョー』）は、高森朝雄（梶原一騎）原作、ちばてつや画の漫画作品で、1968年（昭和43年）から1973年（昭和48年）まで講談社『週刊少年マガジン』に連載された。犯人グループは自分たちを主人公・矢吹丈になぞらえ、「燃え尽きるまで闘う」ということを主張したといわれる。なお、田宮は乗客との別れの際に別れを主題にした詩吟を謡い、乗客の一人が返歌として『北帰行』を歌った といわれている。

## 乗客・乗員

### 乗客
よど号の中には危篤の父親の最期に立ち会うため郷里に向かう乗客がいたが、降機を許されず、父親は4月1日に息子の帰りを待ちわびながら他界した。金浦空港の管制塔を通して犯人グループに「せめて3日の葬儀に間に合うように、飛行機から降ろしてほしい」との遺族の要望が伝えられたが、拒絶された。
事件当日は福岡で日本内科学会総会が行われる予定であったため、乗客には医師が多く含まれていた。この医師らは、福岡で「病人」との理由で解放されることになる人質の選定に協力した。なお、その中に虎の門病院院長の沖中重雄や聖路加国際病院内科医長の日野原重明がいた。日野原の著書によれば、対馬海峡を過ぎたころ、客席側にいた犯人グループの一人が乗客に対し、「自分たちが持ち込んだ本をもし読みたければ貸し出す」と言ってきた。その本は、赤軍派の機関紙『赤軍』、レーニン全集、金日成の伝記、毛沢東の伝記、『共産党宣言』、親鸞の伝記、伊東静雄の詩集、『カラマーゾフの兄弟』などであった。ただ、実際に乗客の中で犯人から本を借りたのは、『カラマーゾフの兄弟』を借りた日野原のみであったという。
韓国で解放された乗客は日本航空の特別機で日本へ帰国したが、乗客の1人であったアメリカ人神父はこの特別機に搭乗せずにソウルで一泊し、翌4日に日本に到着した。解放後、一時的に韓国へ入国したものと推測された。事件発生直後、アメリカ人乗客の1人が「重要任務を担っている」として、平壌行きの回避を要請するアメリカ政府当局者からの電話が日航幹部に入ったと言われ、神父の身代わりになると申し出るアメリカ人が3人も相次いで現れるなど不自然な動きもあり、正式な日本出国を経ないままだったうえに、どうやって事件後韓国に入国したのかも明らかにされておらず、日本政府にも日本航空にもその行方が知らされなかったため、「アメリカ中央情報局（CIA）のエージェントではないか」など疑念を呼んだ。
事件後、幼児2人を除くすべての乗客に対し日本航空から「お見舞金」が支払われた。なおアメリカ人乗客らが受け取ったかは不明。
乗客の中の1人は1977年（昭和52年）の日本赤軍によるダッカ日航機ハイジャック事件機に乗り合わせ、二度もハイジャックに遭遇することになった。

### 難を逃れた著名人
当時東京大学の学生であった舛添要一は、郷里の福岡に帰るため当該便の搭乗券を購入していたが、前日の夜に仲間と酒を飲んだ影響で搭乗することができず、難を逃れている。また、この旨を記した手紙を当時舛添は自分の親に宛てて送付しているが、この手紙はよど号で福岡に届けられる予定であった。後日、舛添本人のもとに返送されてきている。なお、舛添は後に日本航空123便墜落事故の難も逃れている。

### 機長
よど号の機長であった石田真二は、帰国後に勇敢な操縦士として持ち上げられ一躍英雄となり、当時の佐藤栄作内閣総理大臣から表彰を受け、園遊会にも招待された。
しかし、女性関係でのプライベートなトラブルが発覚した結果、事件から2年後の1972年（昭和47年）に日本航空を退職。その後は雇われパイロット、漬物店経営と職を転々とし、晩年は夜間の駐車場警備員として勤め、2006年（平成18年）8月にがんのため死去した。83歳没。

### 副操縦士と機関士
操縦士江崎悌一と機関士相原も帰国後は機長と同じくマスコミに賞賛された。その後も日本航空の副操縦士と機関士として乗務を続け（江崎はのちに機長に昇格）、のちに定年退職した。

### 運輸政務次官・山村
運輸政務次官山村新治郎は、乗客救助の功により内閣総理大臣顕彰を受賞した。この件により一躍郷土の英雄となり、「男・山村新治郎」のキャッチフレーズで当選を重ね、のちに農林水産大臣や運輸大臣を歴任する。1992年（平成4年）4月12日、自民党訪朝団長として北朝鮮への訪問を翌日に控えるなか、精神疾患を患っていた次女により刺殺された。

### 管制官
韓国政府は2006年の公開文書でよど号の金浦空港着陸について「老練な石田真二機長の計画的かつ恣意による着陸だった」と結論づけ、事件への主体的な関与を否定している。しかし、上述のとおり、実際にはよど号が着陸先を変更したのは韓国空軍の管制指示によるものであることはほぼ明らかである。
指示を直接出した管制官は韓国空軍のエリートであったが、事件について口外しないよう命令され、さらにその後軍を辞めさせられた。退職後は不遇をかこつ（不遇の時期を過ごす）が、事件から20年後、国連軍司令部の高官の計らいにより軍事境界線（DMZ）の土産物屋で生計を立てられるようになった。

## 事件後
この事件は日本初のハイジャックであり、教訓として同年6月に航空機の強取等の処罰に関する法律（ハイジャック防止法）が制定された。ただし憲法39条の遡及処罰禁止規定により犯人グループが帰国した場合、この法律は適用されず、「機体という財物」や「航空運賃という財産上の利益」に対する強盗罪や、乗員乗客に対する略取・誘拐罪に問われる。なお国外逃亡していることから刑事訴訟法第255条の規定により、公訴時効は停止している。その後、犯人グループは合意による無罪帰国を求めているが、日本政府はこれを認めていない。
また、日本刀に模造品が使われたことから、模造刀剣類の携帯を禁止し、刑事罰を規定する銃刀法改正案が1971年（昭和46年）に可決された。

### 実行犯グループ
北朝鮮に渡った実行犯グループらは、メディアから「よど号グループ」と呼ばれている。到着当初は「世界革命を進める同志」として北朝鮮政府から手厚い歓迎を受けたが、当時の世界情勢から照らし合わせても荒唐無稽と思われる「北朝鮮の赤軍化」という目的は即座に否定され、主体思想による徹底的な洗脳教育を受けたといわれている。さまざまな証言から日本人拉致事件への関与が確実視される者もいるが、現時点では詳細は不明な点が多い。現在、グループのメンバーは警察庁により国際手配されている。
その後、吉田金太郎・岡本武・田宮高麿の3人は北朝鮮国内で死亡したとされるが、不審な点も指摘されている（岡本は日本側で死亡が確認できず、現在も国際手配中）。また柴田泰弘と田中義三の2人は日本帰国後に裁判で有罪判決を受け、服役。柴田は刑期満了による出所後の2011年（平成23年）6月23日に大阪市内のアパートで、田中は2007年（平成19年）1月1日に服役中に、それぞれ死亡した。現在の存命者は、北朝鮮にいる小西隆裕・魚本公博・若林盛亮・赤木志郎の4人。
現在はTwitterアカウントやホームページ「よど号日本人村」を開設し、日本人拉致の冤罪・日本への帰国を求める主張を行っている。Twitterアカウントについては2022年8月29日に終了宣言を行っているが、アカウントそのものは存続し、過去のやり取りを見ることができる。
2025年(令和7年)3月29日、前年(2024年・令和6年)11月29日付で日本の支援団体に対し「朝鮮の事情で、12月1日から日本との通信が遮断される。これまでのように交信、交流ができない」「通信がいつ再開されるかは分かりません」という内容のメールを送信した後、3カ月以上にわたり消息不明となっている事が共同通信の報道により判明した。北朝鮮当局による措置とみられるが、理由については明らかになっていない。メンバーらが情報を発信しているウェブサイトの投稿も2024年11月を最後に停止している。

#### 国内の赤軍派
実行犯グループには加わらなかったものの、ハイジャック計画を共謀したとして赤軍派幹部の塩見孝也、前田祐一、高原浩之、川島宏、上原敦男らが事件後に起訴されている。
裁判では塩見に懲役18年、高原に懲役10年、前田に懲役8年、上原に懲役5年6か月、川島に懲役4年の実刑判決がそれぞれ確定している。

### 機体
事件後「よど」などの日本航空の機体につけられた愛称が廃止され、1970年のボーイング747導入を機に採用された、垂直尾翼に鶴丸を描いた「鶴丸塗装」に変更された。日本国内航空と東亜航空が合併したあとに発足した東亜国内航空への返却後は『穂の子』の名で1975年（昭和50年）初めまで運航された。
1976年にハパックロイド・フルークへ売却され、1990年代に入ってからはアメリカやヨーロッパなど世界各国へ転売が繰り返された。アメリカでチャーター機として使用されていたころ（機体記号N511DB）、映画『エニイ・ギブン・サンデー』の中でチームが移動する際にチャーターした機体として使われたこともあった。
一時期、アメリカの『飛行機の墓場』と呼ばれる駐機場に留め置かれてた時期があった。その期間中、 日本テレビによって「あの人は今!? 『日航機ハイジャック事件当時の機長、石田真二氏、よど号との再会』」と題して、よど号ハイジャック事件時に操縦していた機長が駐機場に佇むよど号に会いに行き事件を振り返る内容の番組が放映された。
2004年8月、コンゴ民主共和国にあるコーザ航空（CO-ZA Airways）が取得し、キンシャサのヌジリ国際空港をベースにVIPフライト機として使用されていた（機体記号 9Q-CBF）。しかし2006年ごろにコーザ航空が倒産して以降、コンゴ民主共和国内の空港に放置され、その後2012年に現地で解体された。
- ハパックロイド・フルーク時代の当該機（1988年撮影）
- コーザ航空時代の当該機（2004年撮影）

## 当事件を題材にした作品など
1996年、 あの人は今!? 『日航機ハイジャック事件当時の機長、石田真二氏、よど号との再会』日テレ系、 石田真二：「日本航空」の元機長。よど号ハイジャック事件時に操縦していた機長が、アメリカの飛行機の墓場と呼ばれる駐機場に佇むよど号に会いに行き、事件を振り返る。
『よど号ハイジャック事件 史上最悪の122時間』（日本テレビ）
「スーパーテレビ情報最前線」のスペシャル枠で、当事者へのインタビューと再現ドラマパートで構成された2時間ドラマ。1回目の日朝首脳会談直後の2002年9月23日に放送された。脚本：加藤正人、出演：根津甚八、仲村トオル、別所哲也、釈由美子ほか。
『池上彰の現代史を歩く あの大事件SP よど号ハイジャック事件』（テレビ東京）
2018年6月24日放送。
『ザ！世界仰天ニュース1年間の緻密計画 JAL機ハイジャック事件の真実』（日本テレビ）
2024年3月26日放送。